# Anesaki Masaharu

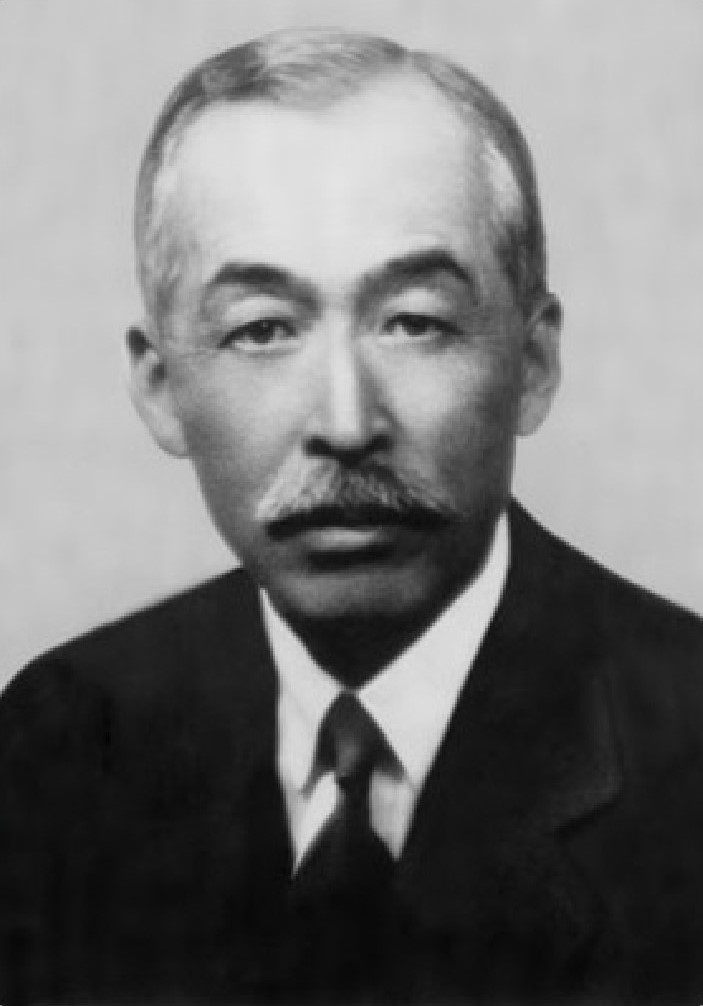
Anesaki Masaharu

Anesaki Masaharu (japanisch 姉崎 正治, Go: Anesaki Chōfū (姉崎 嘲風); geboren 25. Juli 1873 in Kyōto; gestorben 21. Juli 1949 in Atami) war ein japanischer Religionsgelehrter, Kritiker und Essayist.

## Leben und Werk
Anesaki Masaharu machte 1896 seinen Studienabschluss im Fach Philosophie an der Universität Tokio. Nach Auslandsaufenthalten in Deutschland, England und in Indien wurde er 1904 Professor an seiner Alma Mater. 1905 gründete er die erste Abteilung für Religionswissenschaft an einer japanischen Universität. Er, Kenner des Shintō, setzte sich für einen von Vorurteilen unbelasteten Zugang ein. 1930 gründete er die „Nihon shūkyō gakkai“ (日本宗教学会), die Religionswissenschaftliche Gesellschaft Japans, deren Vorsitzender er bis an sein Lebensende war.
Im Ausland war er durch seine Vorträge an der Harvard-Universität in den USA und in Europa bekannt. Zudem war er Vertreter Japans im Gremium für wissenschaftliche Zusammenarbeit des Völkerbundes. Zu Hause gab er mit dem Literaturkritiker Takayama Chogyū, mit dem er eng befreundet war, das Magazin „Teikoku bungaku“ (帝国文学), etwa „Schrifttum der Nation“, heraus. Mit seinen Beiträgen in seinem Stil übte er einen großen Einfluss auf den vorherrschenden Romantizismus aus.
Als Direktor der Universitätsbibliothek organisierte Anesaki den Wiederaufbau des Gebäudes und der Sammlung: sie hatten beide großen Schaden durch das Kantō-Erdbeben 1923 erlitten.

## Publikationen
- „Indo shūkyō-shi“ (印度宗教史) – etwa „Geschichte der Religionen Indiens“ 1897,
- „Bukkyō seiten-shi ron“ (仏教聖典史論) – etwa „Grundlagen der Geschichte der heiligen Schriften des Buddhismus“ 1899,
- „Shūkyōgaku gairon“ (宗教学概論) – etwa „Grundlagen der Religionswissenschaft“ 1900,
- „Fukkatsu no shokō“ (復活の曙光) – etwa „Morgenröte der Auferstehung“ 1904,
- „Kompon Bukkyō“ (根本仏教) – etwa „Grundlagen des Buddhismus“ 1910,
- „Hokekyō no gyōza Nichiren“ (法華経の行者日蓮) – etwa „Die Lotos-Sutra des Priesters Nichiren“ 1916,
- „Kirishitan shūmon no hakugai to sempuku“ (切支丹宗門の迫害と潜伏) – etwa „Die christlichen Gemeinden, Verbergung und Verfolgung“[A 1] 1925,
- „Kirishitan shūkyō bungaku“ (切支丹宗教文学) – etwa „Schrifttum des christlichen Glaubens“ 1926,
- „Iben-shū“ (已弁集) – etwa „Sammlung indischer Glaubensschriften“ 1934,
- „Shōtoku daishi no daishi-risō“ (聖徳太子の大士理想) – etwa „Shōtoku und seine Ideale“ 1944.
- „Waga shōgai“ (わが生涯) – „Mein Leben“ posthum 1951.

### In Englischer Sprache
Um den Zugang des Westens zu den Religionen Japans zu erleichtern, publizierte Anesaki
- „Nichiren: The Buddhist Prophet“ 1916,
- „History of Japanese Religion“ 1930.

### Übersetzungen
- „Shūkyō tetsugaku“ (宗教哲學) – Übersetzung Hartmanns „Religion des Geistes“ 1898,
- „Ishi to genshiki toshite no sekai“ (意志と現識としての世界) – Übersetzung Schopenhauers „Die Welt als Wille und Vorstellung“ 1910.